# Croisances
Croisances is een plaats en voormalige gemeente in het Franse departement Haute-Loire in de regio Auvergne-Rhône-Alpes en telt 37 inwoners (2009).

## Geschiedenis
De plaats maakte deel uit van het kanton Saugues in het arrondissement Brioude. Sinds 1 januari 2016 is Croisances als onafhankelijke gemeente opgeheven en aangehecht bij Thoras, dat deel uitmaakt van het kanton Gorges de l'Allier-Gévaudan in het arrondissement Le Puy-en-Velay.

## Geografie
De oppervlakte van Croisances bedraagt 7,0 km², de bevolkingsdichtheid is dus 5,3 inwoners per km².
De onderstaande kaart toont de ligging van Croisances met de belangrijkste infrastructuur en aangrenzende gemeenten.

## Demografie
Onderstaande figuur toont het verloop van het inwonertal.